# Lok-Sabha-Wahlkreis Belgaum North
Der Lok-Sabha-Wahlkreis Belgaum North war 1951 ein Wahlkreis bei den Wahlen zur Lok Sabha, dem Unterhaus des indischen Parlaments. Er lag im damaligen Bundesstaat Bombay und umfasste den Nordteil des Distrikts Belagavi (Belgaum). Sein Nachfolger war ab der Lok-Sabha-Wahl 1957 der Wahlkreis Chikkodi.

## Abgeordnete
| Wahl | Name                        | Partei | Stimmen |
| ---- | --------------------------- | ------ | ------- |
| 1951 | Balavantrao Nageshrao Datar | INC    | 61,2 %  |